# Citrinitas
La citrinitas in alchimia, detta anche xanthosis, denota la «fase al giallo» della Grande Opera, costituendo il passo successivo all'albedo e anteriore alla rubedo nel percorso di creazione della pietra filosofale. 
Suoi simboli sono il Sole e l'aquila.

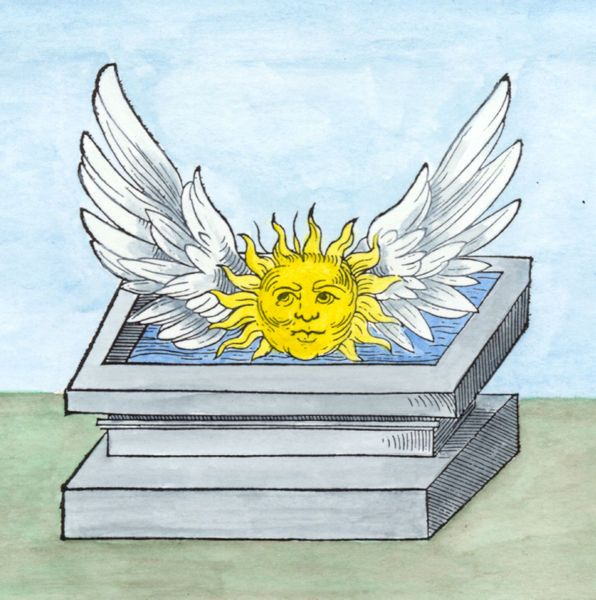
Un sole citrino che aleggia sopra un sepolcro ricolmo di acqua spirituale, simbolo di una «dolorosa illuminazione».

Spesso la citrinitas non è menzionata nei trattati di alchimia perché a partire dal XV secolo venne fusa in un'unica fase con l'albedo, oppure con la rubedo.

## Proprietà e analogie
La fase della citrinitas è caratterizzata dalla combustione, associata alla luminosità del fuoco e del Sole: la materia alchemica, precedentemente putrefatta (nigredo) e poi purificata (albedo), viene adesso illuminata dall'energia forte e virile della consapevolezza. 
Mentre l'albedo era infatti una fase essenzialmente femminile, la citrinitas assume un carattere maschile: con l'unione delle due polarità avverrà infine il matrimonio sacro che darà luogo al figlio, ovvero la pietra rossa (rubedo).
La citrinitas è dunque la sublimazione contraddistinta dal colore dell'oro che va a tingere il precedente bianco lunare.
Fra i quattro elementi è posta in analogia all'aria, fra le quattro stagioni all'estate, fra i periodi del giorno al calore del meriggio, fra le età della vita umana alla giovinezza, fra i quattro temperamenti al collerico, oppure al sanguigno.
Nell'interpretazione dello psicanalista Carl Jung, che ha svolto un'interpretazione del processo alchemico associata ai simboli della psicologia analitica, se la nigredo è l'Ombra, e l'albedo si riferisce all'Anima o all'Animus (gli aspetti dell'anima rispettivamente contrapposti nell'uomo e nella donna), la citrinitas rappresenta invece l'archetipo del Vecchio Saggio, corrispondente maschile della Grande Madre, mentre la rubedo esprimerà il Sé che ha raggiunto la totalità del proprio essere.